# Milivoj Ašner

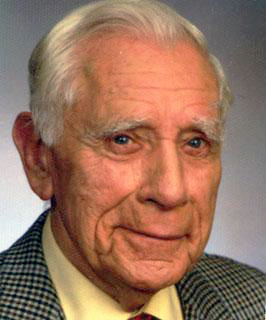
Milivoj Ašner

Milivoj Ašner (später: Georg Aschner; * 21. April 1913 in Daruvar; † 14. Juni 2011 in Klagenfurt) war im Zweiten Weltkrieg Polizeichef in Požega im Unabhängigen Staat Kroatien (NDH). Im neu entstandenen Staat Kroatien wurde er dort 2005 wegen Verbrechen gegen die Menschlichkeit sowie Kriegsverbrechen angeklagt. Er war während der Zeit des Ustascha-Regimes vermutlich am Völkermord an den Serben im Unabhängigen Staat Kroatien sowie an Maßnahmen gegen Juden und Roma beteiligt. Es fand jedoch kein Prozess statt.

## Leben
Ašner flüchtete nach Kriegsende 1945 nach Österreich, wo er 1946 die Staatsbürgerschaft erhielt. Nachdem Kroatien seine staatliche Selbstständigkeit wiedererlangt hatte, kehrte er 1991 in seine Geburtsstadt Daruvar zurück. Nach Anklageerhebung gegen ihn floh er 2005 aus Kroatien nach Klagenfurt, wo er 2011 in einem Pflegeheim der Caritas starb.

## Anklage und Flucht
2005 wurde Ašner in Kroatien wegen Kriegsverbrechen angeklagt und floh nach Österreich. Kroatien forderte in der Folge seine Auslieferung. Österreich verweigerte diese  jedoch mit der Begründung, Ašner sei österreichischer Staatsbürger. Später wurde festgestellt, dass Ašner die österreichische Staatsbürgerschaft nicht mehr besaß. Er hatte im Jahr 1990 die kroatische beantragt und sich nicht um die Beibehaltung der österreichischen bemüht.
Ašner bekam 2008 von rechtsgerichteten österreichischen Politikern wie dem damaligen Kärntner Landeshauptmann und Rechtspopulisten Jörg Haider offene politische Unterstützung. „Er soll seinen Lebensabend bei uns verbringen dürfen“, betonte Haider. Ašner sei „seit Jahren ein Klagenfurter Bürger, der friedlich bei uns lebt“. „Das ist eine nette Familie“, sagte Haider dem Wiener Standard.
Als Voraussetzung für eine Auslieferung nach Kroatien musste die Vernehmungsfähigkeit des über Neunzigjährigen geprüft werden. Mehrere psychiatrische Gutachten (Prof. Reinhard Haller, Frastanz, und Prof. Peter Hofmann, Graz) bestritten dies.

## Zweifel an der Verhandlungsunfähigkeit
Britische Zeitungen und der Vorsitzende der Israelitischen Kultusgemeinde Österreich, Ariel Muzicant, bezeichneten diese Gutachten als unglaubhaft, nachdem Ašner sehr rüstig wirkend und ohne Stock gehend bei längeren Spaziergängen sowie am Rande einer Fan-Feier der Fußball-Europameisterschaft 2008 in Klagenfurt fotografiert worden war und in einem Interview mit dem ORF Report 2008 sich ohne erkennbare Denk- und Gedächtnisstörungen (Diagnostikkriterien Demenz) darstellte.
Nachdem Ašner in einem Interview Gerüchte über eine angebliche Demenzerkrankung (die ihm von Gutachtern bescheinigt worden war) zurückwies, ermittelte die Staatsanwaltschaft gegen ihn.
Das Gutachten Prof. Haller betreffend Milivoj Ašner fand Eingang in den Human Rights Report Austria 2008 des U.S. State Departments: Sektion 4: Stellung der Regierung zur internationalen Untersuchung angeblicher Menschenrechtsverletzungen.

## Tod und öffentliche Rezeption
Ašner starb im Alter von 98 Jahren in Österreich, ohne dass es je zu einem Prozess gegen ihn gekommen wäre. Er war zeitweise nach Sándor Képíró die Nummer 2 auf der Liste der meistgesuchten Nazi-Kriegsverbrecher.
Nach dem Tod Ašners bezeichnete das Simon Wiesenthal Center die Republik Österreich aufgrund der fehlenden juristischen Aufarbeitung als „Paradies für Nazis“. Institutsleiter Zuroff äußerte in diesem Zusammenhang, der Fall Ašner bestätige „das völlige Versagen der österreichischen Justizbehörden, sich der Frage der Nazi-Kriegsverbrechen in den vergangenen drei Jahrzehnten angemessen anzunehmen“.